# Julio Numhauser
Julio Numhauser Navarro (Santiago del Cile, 4 luglio 1940) è un musicista cileno.
Numhauser è uno dei tre fondatori, assieme ai fratelli Julio ed Eduardo Carrasco, del celebre gruppo cileno Quilapayún. Abbandonata la formazione in seguito fonda prima gli Amerindios e poi i Somos. Proseguita infine la carriera come solista, ha ottenuto celebrità con il brano Todo cambia nel 1983.

## Biografia
Mentre frequenta la facoltà di filosofia dell'Università del Cile, nel 1965 fonda, assieme ai fratelli Julio ed Eduardo Carrasco il gruppo dei Quilapayún (che in lingua mapuche significa tre barbe, appunto a indicare i tre fondatori che allora portavano tutti la barba). Numhauser fornisce un sostanziale apporto alla formazione anche grazie alla propria collezione di strumenti musicali tradizionali che egli conserva nella propria casa e che divengono la prima strumentazione del gruppo.
In questo periodo direttore artistico del gruppo è Ángel Parra, figlio dell'importante cantautrice cilena Violeta e fratello di Isabel, con la quale negli stessi anni fonda la Peña de los Parra a Santiago, nella casa di Juan Capra, movimento e luogo di ritrovo che diviene il principale fulcro da cui si svilupperà il movimento della Nueva Canción Chilena.
Nel 1967 il gruppo registra il primo album, Quilapayún, successivamente all'uscita del quale Numhauser abbandona il gruppo. Dopo l'uscita dai Quilapayún, inizia una lunga attività musicale con diversi gruppi, nei quali Numhauser è invariabilmente il compositore principale. Nello stesso anno della sua uscita dai Quilapayún fonda, assieme a Mario Salazar, gli Amerindios, gruppo con il quale lavorerà fino al 1979, quando la nascità del progetto parallelo Somos, metterà in crisi la formazione che si scioglierà.
Negli anni di Unidad Popular e del governo Allende, Numhauser dirige l'etichetta Machitún, una divisione della IRT dedicata ai gruppi rock, con cui incideranno il proprio debutto anche gruppi come Los Jaivas. Nel 1973 la sua canzone Mi río cantata da Charo Cofré vince il premio per la musica popolare del Festival di Viña del Mar.
L'11 settembre 1973, il giorno del colpo di stato, Numhauser si trova assieme a Los Jaivas a bordo dell'autobus diretto a Mendoza, in Argentina, dove il gruppo e i loro familiari sono diretti per suonare. La casa di Numhauser a Isla de Maipo, dove si trovano la moglie e la figlia, viene immediatamente perquisita dai militari, cosa che spinge Numhauser, conscio dell'impossibilità di far ritorno in Cile, a decidere di vivere in esilio in Italia e Svezia, stabilendo la sua dimora definitiva nel secondo paese nel quale rimarrà anche in seguito alla fine della dittatura di Pinochet.
Negli anni successivi, oltre al lavoro con gli Amerindios e i Somos, Numhauser intraprende anche una carriera solista, la cui produzione più importante è l'album Todo cambia del 1983, il cui tema omonimo, presentato l'anno seguente al Festival de Cosquín, viene sentito da Mercedes Sosa, che decide di cantarne una versione all'interno del suo album del 1984 Será posible el sur, facendone un inno continentale, che verrà reinterpretato da molti artisti nel corso degli anni in Sudamerica e Spagna. La versione cantata da Mercedes Sosa, nel 2011 viene utilizzata da Nanni Moretti nella colonna sonora del suo film Habemus Papam. Nel 2016 Julio Numhauser registra una nuova versione della canzone con il figlio Maciel, per la quale viene realizzato anche un videoclip che ripercorre la sua carriera musicale.
Numhauser nel 2000 è stato nominato addetto culturale presso l'Ambasciata cilena in Svezia dal Presidente Ricardo Lagos.

## Discografia

### Discografia con i Quilapayún

#### Album
- 1967 - Quilapayún

### Discografia con gli Amerindios

#### Album
- 1970 - Amerindios
- 1973 - Tu grito es mi canto
- 1978 - Alejado de ti...pero contigo

### Discografia con i Somos

#### Album
- 1983 - Pax Latinamerikanska sånger för Fred

### Discografia solista

#### Album in studio
- 1982 - Todo cambia
- 1989 - A Chile con todo el amor
- 1997 - Nuevos caminos

#### Raccolte
- 2001 - Antología

#### Singoli
- 1989 - Utopia

#### Partecipazioni
- 2003 - AA.VV. Nueva Canción Chilena. Antología definitiva